# Lijst van spelers van NK Maribor
Deze lijst omvat voetballers die bij de Sloveense voetbalclub NK Maribor spelen of gespeeld hebben. De spelers zijn alfabetisch gerangschikt.

## A
- Janez Aljančič
- Siniša Anđelkovič
- Arghus
- Zdravko Asanovic

## B
- Armin Bačinovič
- Andraz Bajlec
- Marijan Bakula
- Samir Balagic
- Stipe Balajić
- Marko Barun
- Erdžan Beciri
- Menno Bergsen
- Robert Berič
- Dominik Beršnjak
- Mirsad Bičakčić
- Boris Binkovski
- Peter Binkovski
- Sandro Bloudek
- Vladislav Bogičević
- Luka Bonačić
- Kliton Bozgo
- Saša Božičič
- Miha Bratusek
- Zvonko Breber
- Danijel Brezič
- Peter Breznik
- Mitja Brulc
- Spasoje Bulajič
- David Bunderla
- Rok Buzeti

## C
- Dragan Čadikovski
- Aleš Čeh
- Nastja Čeh
- Uroš Celcer
- Geri Çipi
- Fabijan Cipot
- Miodrag Ćirković
- Matic Črnic
- Goran Cvijanovič
- Matjaz Cvikl

## D
- Mladen Dabanovič
- Branko Davidović
- Angelo Devescovi
- Abdoulaye Diarra
- Darko Djukic
- Dejan Djuranovic
- Timotej Dodlek
- Mehmet Dragusha
- Oskar Drobne
- Radomir Dubovina
- Darko Dubravica
- Samir Duro
- Simon Dvorsak
- Elvedin Džinič
- Slobodan Đurić

## E
- Ismet Ekmečič
- Mate Eterović

## F
- Suad Filekovic
- Dalibor Filipovic
- Željko Filipovič
- Willy Fondja
- Peter Franci
- Alojz Fricelj
- Franc Fridl

## G
- João Gabriel da Silva
- Damjan Gajser
- Saša Gajser
- Marinko Galič
- Marko Gasparic
- Miha Golob
- Aljaz Grasic
- Luka Grešak
- Goran Gutalj

## H
- Edin Hadžialagic
- Kemal Hafizović
- Jasmin Handanovič
- Branko Horjak
- Aljaz Horvat
- Dino Hotić

## I
- Agim Ibraimi
- Faruk Ihtijarević
- Josip Iličič
- Janez Irgolić

## J
- Milan Janković
- Slobodan Janković
- Dragan Jelič
- Goran Jolic
- Predrag Jovanovic
- Dejan Jurkič

## K
- Ivica Kalinić
- Amir Karič
- Alen Kavčič
- Matjaž Kek
- Željko Kljajevic
- Marko Kmetec
- Ivan Knezović
- Zdenko Kobešćak
- Miha Kokol
- Vladimir Kokol
- Besnik Kollari
- Marko Kolsi
- Nikola Komazec
- Dejan Komljenovic
- Dejan Korat
- Renato Kotnik
- Aleš Križan
- Marko Križanič
- Lubomir Kubica
- Sabin Kumer
- Stanislav Kuzma
- Andrej Kvas

## L
- Dino Lalić
- Zoran Lesjak
- Zvezdan Ljubobratovic
- Sašo Lukic
- Matjaz Lunder
- Vladislav Lungu

## M
- Aleš Majer
- Dimitar Makriev
- Marcos Tavares
- Klemen Medved
- Aleš Mejač
- Aleš Mertelj
- Dejan Mezga
- Rene Mihelič
- Martin Milec
- Zdenko Miletić
- Blagoja Milevski
- Željko Milinovič
- Matej Miljatovic
- Igor Mostarlic
- Amel Mujakovič
- Armel Mujkanovic
- Ismet Munishi
- Tomaž Murko

## N
- Siniša Nikolić
- Nilton

## O
- Herolind Osaj
- Damjan Ošlaj
- Amir Osmanović

## P
- Viktor Paço
- Leon Panikvar
- Tomislav Pavličić
- Zoran Pavlovič
- Andrej Pecnik
- Ratko Pejovič
- Damir Pekič
- Ivica Pešic
- Miha Pitamic
- Alen Ploj
- Vito Plut
- Marko Pokleka
- Marko Popović
- Nejc Potokar
- Igor Poznic
- Martin Pregelj
- Jože Prelogar
- Marko Pridigar
- Tomislav Prosen

## R
- Matej Radan
- Leon Ragolic
- Aleksander Rajčevič
- Milan Rakic
- Ermin Rakovič
- Marko Ranilovič
- Boštjan Ratković
- Rajko Rep
- Mitja Rešek
- Rok Roj
- Amir Ruznic

## S
- Miral Samardžič
- Zdravko Šaraba
- Marinko Sarkezi
- David Satler
- Bian Paul Šauperl
- Simon Sešlar
- Rocky Siberie
- Jurica Siljanoski
- Jan Simenko
- Marko Simeunovič
- Predrag Šimić
- Ante Šimundža
- Danijel Sirec
- Rok Sirk
- Aljosa Sivko
- Dejan Školnik
- Matej Snofl
- Semir Spahič
- Armend Sprečo
- Robert Sraga
- Mato Stanič
- Emil Šterbal
- Petar Stojanović
- Ermin Sušić
- Barnabás Sztipánovics

## T
- Zarko Tarana
- Dalibor Teinovič
- David Tomažič
- Dragan Topic
- Dejan Trajkovski
- Sani Trgo

## V
- Etien Velikonja
- Jovica Vico
- Jovan Vidovič
- Mitja Viler
- Dalibor Volaš
- Matej Vracko
- Muamer Vugdalič
- Damjan Vukliševič
- Milorad Vuksanović
- Žikica Vuksanović

## Z
- Gorazd Zajc
- Zajko Zeba
- Gregor Židan
- Ranko Zirojević
- Bostjan Znuderl